# محيي الدين خريف
محي الدين خريف يعتبر علما من أعلام الأدب التونسي المعاصر. لما تميزت به مسيرته الإبداعية من غنى الروافد وغزارة الإنتاج وانتظامه على مدى زمن يناهز النصف قرن في شتى الأجناس الأدبية.
نظم الشعر الحر والعمودي والشعبي مجددا ومسايرا للتقليدي. كما ساهم في أدب الأطفال شعرا وقصة. كما شملت أعماله الأدبية تحقيق التراث المخطوط لطائفة من الشعراء المغمورين ناشرا آثارهم ومعرفا بهم.

## نشاته
الشاعر المتوفى فهو محي الدين بن محمد الناصر خريف ولد في 14 جوان سنة 1932 بنفطة. ينتمي إلى عرش المواعدة المنتسبين إلى جدهم الولي الصالح سيدي أحمد معاد المنحدر من أصل جزائري والمستقر بنفطة بداية من سنة 93 هـ وقد هاجر من تلمسان بالغرب الجزائري إلى مدينة نفظة واستقر بها أثناء ثورة الأخوين. 	
==المراحل التي مر بها الشاعر وأثرت في إبداعه==:
- الأولى: الواحة:

وهي واحة نفطة بالتحديد. هاته الواحة التي كان لها إسهام أساسي في إبراز المكونات الأساسية لشخصية الشاعر، ففيها نشأ وفيها انفتحت بصيرته على الذات وعلى العالم وقد غذى تجربته الشعرية من طبيعة الواحة ومن نكهتها المحلية بما يزخر فيها من الأنام والأشياء.
وبالإضافة إلى الواحة هذا المهاد الطبيعي الذي أسهم عناصره في تحديد تجربة الشاعر الإبداعية. هناك مؤثر آخر هو البيئة العائلية التي كان لها دورها في تكوين خواصه النفسية والفكرية. وفي نفطة انخرط في التعليم الزيتوني بفرع مدينة قفصة بداية من 1947. 
الثانية: مدينة تونس.
ثم انتقل إلى تونس في تونس التحق بالفرع الزيتوني وأخذ يتصل بالنوادي والمجتمعات الطلابية والجمعيات الأدبية.
وفي تونس أحس الغربة ووجد في عمه الشاعر مصطفى خريف سندا ماديا وأدبيا أتاح له اكتشاف أشهر كتب تراثنا الأدبي العربي ودراستها مثل كتاب الأغاني- والعقد الفريد. ونفح الطيب وغيرها من أشعار أبرز أعلام الشعر العربي. وكان لعلاقته بعمه الشاعر مصطفى خريف أثر كبير في تكوينه الأدبي ودفعه إلى كتابة الشعر بعد أن أتاحت له الإطلاع والاستفادة من كتب التراث.
وقد نشر في هذه الفترة أول قصيدة له بعنوان «باكورة»، عام 1949. 
ثم اضطر سنة 1950 إلى الانقطاع عن الدراسة بسب المرض وعاد إلى نفطة.
وفي سنة 1956 عاد مجددا إلى الدراسة بمدينة قفصه وبها حصل على شهادة الأهلية ثم بعدها عاد إلى مدينة تونس. وبها انكب على الدراسة إلى أن تحصل على شهادة التحصيل الزيتونية سنة 1965 ثم انتسب إلى سلك التعليم واشتغل معلما بنفطه إلى سنة 1967 ثم تحول في خطته تلك إلى العاصمة. قبل أن يصبح مرشدا بيداغوجيا إلى غاية سنة 1978 عندما التحق بوزارة الشؤون الثقافية وأشرف على مصلحة الأدب الشعبي إلى حدود 1992 تاريخ إحالته على المعاش. وقد أتاحت له فرصة وجوده في هذه المصلحة التفرغ للإطلاع على الأدب الشعبي والبحث فيه مع إشرافه على مجلة «الحياة الثقافية». وكانت هذه الفترة فترة خصبة من حيث الإنتاج الأدبي وثرية في حياته من خلال ما قام به من أسفار إلى عدة بلدان في العالم.
وقد سبقت هذه التجربة تجربة أخرى وهي تجربة إذاعية وتلفزية بداية من عام 1969. وفيها أنتج عددا من البرامج المتنوعة ومجموعة مسرحيات إذاعية كما كتب عددا من المسلسلات وقد أعد الكثير من الابتهالات وأنتج الكثير من برامج الأطفال ونظم أيضا عددا من الأشعار تحولت إلى أغاني. إلى جانب نشاطه الإذاعي كان له نشاط صحفي وقد نشر في مختلف الصحف التونسية وكذلك في الصحف العربية. كتب كذلك عدة دراسات في عديد الجرائد والمجلات. فثقافة محي الدين خريف برغم أصالتها لم تكن منغلقة بقدر ما كانت متفتحة على حركات المعاصرة الفكرية والمدارس الأدبية الحديثة.
```
وفي سبيل البحث على مدن الشعر سافر إلى بلدان كثيرة مثل الكويت وليبيا وسوريا والعراق واليمن ويوغوسلافيا وفرنسا وقد استفاد من تراث هذه البلدان الحضاري والأدبي.
```

كانت ثقافة الشاعر موسوعية وقد كتب في العمودي والحر وتمثل إنتاجه الأدبي المنشور في مؤلفات منها المنشور وفيها المخطوط:
- دواوين شعر
- دراسات أدبية
- تحقيق كتب
- مسرحيات
- كتب في أدب الأطفال وقصصا ومحفوظات وأناشيد
- مقالات
- له الكثير من المخطوط، المؤلفات المخطوطة

حصل على عدة جوائز منها جائزة ساقية سيدي يوسف 1960، جائزة بلدية تونس لشعر الطفولة 1983، جائزة البنك التونسي للشعر 1988 والجائزة التقديرية في الفنون والأدب للجمهورية التونسية 1991 وجائزة الإبداع الشعري لمؤسسة البابطين 1992.

## مؤلفات محي الدين خريف المنشورة
===الكتب===:

### الشعر
- كلمات للغرباء، تونس، الدار التونسية للنشر، 1970، 160 ص
- حامل المصابيح، تونس، مؤسسات عبد الكريم بن عبد الله للنشر والتوزيع، 1973، 124 ص
- السجن داخل الكلمات، بغداد، وزارة الإعلام العراقية، 1976، 88 ص
- مدن معبد، تونس، مؤسسات عبد الكريم بن عبد الله للنشر والتوزيع، 1980، 94 ص
- الفصول، بغداد، وزارة الإعلام العراقية، 1981، 97 ص
- رباعيات، تونس، الدار التونسية للنشر، 1985، 100 ص
- طلع النخيل، تونس، المؤلف، 1987، 88 ص
- البدايات والنهايات، تونس، دار بو سلامة، 1987، 84 ص
- سباعيات، تونس، دار سحر للنشر، 1996، 63 ص
- رباعيات، تونس، دار سحر للنشر 1997، 108 ص
- ديوان محي الدين خريف: المجموعة لكاملة، تونس، دار بو سلامة، 2003، 864 ص (يحتوي على مجموعتين شعريتين جديدتين: «أشواق رابعة العدوية» و«ورقات بحرية»)

### الدراسة الأدبية
- صور وذكريات مع مصطفى خريف، تونس- ليبيا، الدار العربية للكتاب، 1997، 130 ص
- العروض المختصر، تونس، دار بوسلامة للنشر، 1986، 141 ص
- مختارات من الشعر العربي التونسي، تونس، وزارة الشؤون الثقافية)د-ت (295 ص
- مختارات من شعر«العربي النجار»، تونس، الدار التونسية للنشر، 211 ص
- أبو تمام: دراسات ومنتخبات، دار بوسلامة للنشر، 1988، 53 ص
- ابن حمديس الصقلي، دراسة ومنتخبات، دار بوسلامة للنشر، 1989، 57 ص
- مختارات من شعر أحمد بن موسى، تونس، الدار التونسية للنشر، 1989، 214 ص
- الشعر الشعبي في تونس: أوزانه وأنواعه، تونس- ليبيا، الدار العربية للكتاب، 1991، 266 ص
- مختارات من شعر«قاسم شقرون»، تونس، الدار التونسية للنشر، 1992، 159 ص
- «حدّي» شاعرة الصحراء الجزائرية، تونس، دار بوسلامة للنشر، 1993، 87 ص

### التحقيق
- ديوان الشاعر «أحمد بن موسى»، تونس، وزارة الشؤون الثقافية، 1984، 416 ص
- مصطفى خريف: دموع القمر وقصص أخرى، تونس، وزارة الثقافة، 1998، 111 ص

### المسرح
- التائة، 1982
- السهروردي،)مسرحية شعرية (، تونس، 1982، 38 ص
- مسرحيات الأطفال:
- النظارات
- الأمير العجوز
- فاتح إفريقيا
- عصابة الموت
- كاتب الوحي

### أدب الأطفال
- محفوظات للأطفال، تونس- ليبيا، الدار العربية للكتاب، 1973
- العصفور الأبيض، سوسة- تونس، دار المعارف للطباعة والنشر، 1973
- أناشيد وأغان ومحاورات للأطفال، تونس، 1976
- الطفل والفراشة الذهبية، تونس، الشركة التونسية للتوزيع، 1976، 37 ص
- محاورات للأطفال، تونس- ليبيا، الدار العربية للكتاب، 1978، 24 ص
- أغاني الطفولة)أناشيد (، تونس، 1979
- سلسلة القصص العالمي)الإوزة الذهبية- بائعة أعواد الثقاب- علي بابا والأربعين لصا- عروس البحر- سندريلا- ذات القلنسوة الحمراء- القزمة الصغيرة- الحسناء والوحش- الجميلة النائمة (، دار الشباب والتوزيع، تونس، 1997
- سلسلة القصص العالمي، تونس، دار الشباب للنشر والتوزيع، 1998

### - المقالات
- شعراء الحرمان من خلال "يتيمة الدهر" للثعالبي، مجلة "الحياة الثقافية،)تونس (العدد 3، ديسمبر 1977، ص 89-93
- خواطر حول كتابة أدب الأطفال، مجلة "الحياة الثقافية،)تونس (، العدد 6، نوفمبر- ديسمبر، 1979، ص 115-117
- العطش والرحيل في الشعر الشعبي، مجـلة "الحياة الثقافية،)تونس (، العدد 5، 4 ديسمبر- أكتوبر 1979، ص 63-65
- الجملة العربية ودراسة التركيب، مجلة "الحياة الثقافية،)تونس (، العدد 5 سبتمبر-أكتوبر 1979، ص 55-60
- الرقص الشعبي في تونس، مجلة «التراث الشعبي»،)العراق (، العدد 12، السنة 10، 1979، ص 91-98
- البحر في الشعر الشعبي التونسي، مجلة "الحياة الثقافية،)تونس (، العدد 10، جويلية- أوت 1980، ص 56-58
- أحمد بن موسى، مجلة "الحياة الثقافية،)تونس (، العدد 11، السنة 1980، ص 69-75
- الحلي في الشعر الشعبي التونسي، مجلة «التراث الشعبي»)العراق (العدد 6، السنة 11، 1980، ص 53-64، أعاد نشره في مجلة «فنون»
- الأمثال والحكم في الشعر الشعبي بتونس، مجلة «التراث الشعبي»)العراق (، العدد 8، السنة 11، 1980، ص 87-92
- المعتقدات الشعبية في تونس، مجلة "الحياة الثقافية،)تونس (، العدد 19-20، 7 جانفي- أفريل، 1982، ص 28-33
- مصطفى خريف من خلال شعره، مجلة "الحياة الثقافية،)تونس (، العدد 24 نوفمبر- ديسمبر، 1982، ص 78-86
- إشكاليات الكتابة الإبداعية وقضاياها بالنسبة لأدب الأطفال في تونس، مجلة "الحياة الثقافية،)تونس (، العدد 26-27، مارس – جوان 1983، ص 86-89
- صالح بوراس شاعر الغثيث، مجلة "الحياة الثقافية،)تونس (، العدد 28-29 السنة 1983، ص 70-73
- بيبلوغرافيا الحكمة في الشعر الشعبي، مجلة "الحياة الثقافية،)تونس (، العدد 34، السنة 1984، ص 217-218
- مفردات الحكمة في الشعر الشعبي، مجلة "الحياة الثقافية،)تونس (، العدد 34، السنة 1984، ص 93-98
- الحلي في الشعر الشعبي التونسي،)تونس (
- الخيل في التراث العربي الشعبي، مجلة "الحياة الثقافية،)تونس (، العدد 46، ديسمبر، 1987، ص 74-85
- الفكاهة في الشعر الشعبي، مجلة "الحياة الثقافية،)تونس (، العدد 54، السنة 1989، ص 66-74
- جلال الدين النقاش، شعره....أغانيه، مجلة «الإذاعة والتلفزة التونسية» العدد 709، 4 جوان 1989، ص 17-25
- الشعر الشعبي والمقاومة الوطنية من الاحتلال إلى الحرب العالمية الأولى، مجلة "الحياة الثقافية،)تونس (، العدد 50، السنة 1988، ص 62-67
- الأدب الشعبي في تونس، دائرة المعارف التونسية، العدد 3، السنة 1992، قرطاج- بيت الحكمة، ص 88-104
- الأدب الشعبي في تونس، ضمن كتاب «تاريخ الأدب التونسي الحديث والمعاصر»، بيت الحكمة، قرطاج- تونس 1993، ص 207-238

## مؤلفاته المخطوطة

### الشعر:
- نبع العطاش: مجموعة شعرية تتكون من ثلاث وثلاثين قصيدة، تتوزع بين العمودي والحر وتتناول قضايا متنوعة وثيقة الصلة بالمرحلة الراهنة. وقد كتبها في أواخر الثمانينات وأوائل التسعينات
- أسماء الله الحسنى: مجموعة شعرية تتكون من مائة قصيدة عمودية تحمل كل منها إسما من أسماء الله الحسنى عنوانا. وقد نظمت ما بين سنتين 1995 و1996
- نفحات الإيمان: مجموعة شعرية تتضمن القصائد التي نظمها الشاعر في العمرة، في مناسبات متعددة. وهي عبارة عن ابتهالات روحية دينية من وحي مناخات المسجد الحرام والمسجد النبوي
- خوفا من عيون الأمير: مجموعة شعرية تتميز بطابعها النثري ويعود زمن كتابتها إلى سنة 1970
- أوليات: ديوان شعر عامي يتضمن أربعين قصيدة نظمها الشاعر على أكثر من وزن في أزمنة مختلفة وبلدان شتى إذ كان يستوحيها من مشاهداته في المطارات التي يحل بها
- ريش الأيام: مجموعة شعرية تتناول قصائدها مواضيع من وحي المرحلة الراهنة. وهي قصائد حرة نظمها الشاعر عام 1996
- كن سعيد لأنهم نسوك: مجموعة أشعار تعالج إشكاليات الراهن المستجدة وتكشف عن أوجاع الذات الشاعرة في علاقتها بالعصر ورؤيتها للعالم. وقد نظمها الشاعر في غضون سنة 1998
- شاعرات عربيات: مختارات شعرية لمائة وخمسين شاعرة عربية من الجاهلية إلى العصر الحديث

#### - القصة
- الصباح الطالع، 23 ص
- قصص الشتاء)قصص للأطفال (
- قصص أبو دلامة)قصص للأطفال (

#### - الدراسة الأدبية
- الغزل في الشعر الشعبي
- مختارات من الشعر العربي الشعبي
- كتاب الأمثال الشعبية التونسية)يتضمن حوالي 1700 مثلا قام المؤلف بترتيبها حسب المواضيع التي تناولتها (
- فحول الشعراء الشعبيين
- الحكايات الشعبية في تونس
- ألوان شعبية
- محل شاهد: مختارات
- الألغاز الشعبية
- عيون الشعر الشعبي: مختارات
- الهلالية)عبارة عن روايات مختلفة للسيرة الهلالية (
- بيبلوغرافيا الشعر الشعبي

#### - المسرح
- ملكة قرطاج